# 리샤르 페랑

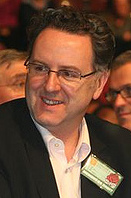

리샤르 페랑(프랑스어: Richard Ferrand, 1962년 7월 1일 ~ )은 프랑스의 정치인이다. 전진하는 공화국!(LREM)의 당원인 그는 2018년 이래 국회의장직을 수행하고 있는 중이다. 그는 또한 2012년 이래 피니스테르 제6선거구의 국회의원이기도 하다. 오랫동안 사회당원이었으나, 2016년 10월 LREM의 총서기가 되었고 2017년 6월에는 LREM 원내 교섭단체 대표가 되었다.